# Epigelasma nobilis
Epigelasma nobilis är en fjärilsart som beskrevs av Claude Herbulot 1954. Epigelasma nobilis ingår i släktet Epigelasma och familjen mätare. Inga underarter finns listade i Catalogue of Life.